# Henrik Falkenberg (1770–1837)
Henrik Falkenberg af Bålby, född 16 december 1770 i Vårdnäs församling, Östergötlands län, död 21 juli 1837 i Stockholm, var en svensk greve, militär och hovfunktionär.

## Biografi
Henrik Falkenberg af Bålby föddes 1770 på Brokinds slott i Vårdnäs socken. Han var son till riksrådet, greve Melker Falkenberg af Bålby och friherrinnan Hedvig Eleonora Wachtmeister af Björkö. Falkenberg antogs till krigstjänst 1780 och blev 21 november 1781 fänrik vid Jämtlands dragonregemente. Han var från 1785 till 1787 student vid Lunds universitet och blev 14 december 1785 fänrik vid Wachtmeisterska regementet i Göteborg. Falkenberg blev 24 april 1791 löjtnant och 23 juni 1794 stabskapten, vid regementet då det bytte namn till Stedingkska regementet. Han blev 29 oktober 1799 kammarherre hos änkedrottningen Sofia Magdalena och blev regementskvartermästare vid Göta artilleriregemente. Falkenberg tog avsked ur krigstjänsten 29 november 1801 och avsked från kammarherrebeställningen i maj 1811 med hovmarskalks titel. Han utnämndes 28 januari 1832 till riddare av Carl XIII:s orden och blev 28 januari 1836 överstekammarjunkare. Falkenberg avled 1837 i Stockholm.

### Egendom
Falkenberg ägde Brokinds slott som fideikommiss.

### Familj
Falkenberg gifte sig 4 april 1799 i Stockholm med friherrinnan Fredrika Ruuth (1774–1829), dotter till en av rikets herrar greve Eric Ruuth och grevinnan Fredrika Sparre af Söfdeborg samt tidigare gift med generalmajoren och presidenten greve Johan Fredrik Aminoff. Falkenberg och Ruuth fick tillsammans barnen Melker Erik Falkenberg (1800–1800) och kammarherren Henrik Georg Falkenberg (1803–1873).